# Pikara Magazine
Pikara Magazine es una revista digital española de divulgación de la teoría y la práctica feminista, que incorpora la perspectiva de género en la concepción del trabajo periodístico de los medios de comunicación. Es un proyecto que nació en 2010 de la asociación EME Komunikazioa. Fue fundada por las periodistas vascas: Itziar Abad, June Fernández Casete, Lucía Martínez Odriozola y Maite Asensio. 

## Historia
Pikara Magazine pertenece a un nuevo tipo de comunicación periodística impulsada por jóvenes feministas. Pretende abarcar temas excluidos del periodismo tradicional consciente o inconscientemente sexista. Intenta mostrar las desigualdades de género con el fin de conseguir una transformación social. También analiza cuestiones tabú o prejuiciosas como la gordofobia, la sexualidad, la intersexualidad o la eyaculación femenina. También publica artículos y reportajes de actualidad examinados desde una visión de género.
No va destinada específicamente a mujeres, sino a personas que busquen desafíos intelectuales desde un enfoque crítico y transformador de la realidad. Comenzó en el País Vasco y ahora abarca todo el estado español y América Latina.
Sus publicaciones web mensuales se completan con una tirada anual en papel que se sostiene mediante mecenazgo. Las publicaciones mensuales incluyen reportajes, artículos de opinión, expresiones artísticas y noticias de actualidad, junto con enlaces a otros medios audiovisuales feministas. También dispone de una agenda de actividades feministas, "La Almanaka", un espacio de difusión para las actividades feministas que se realizan en todo el país. Pikara Magazine tiene espacios en otros medios como elDiario.es, dentro del apartado de opinión y blogs "+Pikara". Tiene acuerdos también con El Salto y La Directa.
En 2019 Pikara Magazine editó su primer libro, Feminismos. Miradas desde la diversidad. El objetivo era contribuir a ampliar la mirada sobre el feminismo y acercar a su público lector las reflexiones y reivindicaciones de autoras diversas, entre las que se encuentran Andrea Momoitio, Silvia Agüero, Carmen Juares y Esther Mayoko Ortega.

## Equipo
Pikara Magazine está formada por una plantilla con una gran trayectoria profesional dentro del mundo del periodismo, del arte, de la enseñanza, de lo cultural y los movimientos sociales, que colaboran en otros ámbitos o medios de comunicación. Entre sus autoras se encuentran:
- Coordinadoras: M.ª Ángeles Fernández, Andrea Momoitio, Teresa Villaverde y Tamia Quima.
- Directora de arte: Señora Milton.
- Colectivo editor: June Fernández, Itziar Abad, Sofía A., Emilia Laura Arias Domínguez, María Castejón Leorza, Bárbara G. Vilariño, Mar Gallego, Emma Gascó, Florencia Goldsman, Keren Manzano, Lucía Martínez Odriozola y Lucía Muñoz.
- Colaboradoras: Maite Asensio Lozano, Beatriz Gimeno, Alicia Murillo, María Castejón Leorza, Carlos Bouza, Asaari Bibang[13] y Barbijaputa entre muchas otras.
- Ilustradoras: Sonia Ruiz Arjonilla,[14] Núria Frago,[15] Ana Penyas,[16] Emma Gascó y Susanna Martín.

## Reconocimientos
Tanto la revista como algunas de sus publicaciones o parte del equipo de redactoras han recibido diversos reconocimientos por parte de instituciones locales, estatales y hasta europeas. En 2013, la Asociación de Periodistas de Almería otorgó el Premio de Periodismo Colombine a June Fernández. También han recibido el Premio Juntos contra la Discriminación de la Unión Europea por el artículo ‘¿Será niño o niña?’ publicado en 2010 (fue el primer artículo que se publicó en la revista, y cuya autora es June Fernández), el Premio Manuel del Castillo de la Universidad de Valencia y dos de los Premios Enfoque en la categoría de participación ciudadana. En marzo de 2017, Pikara Magazine recibió el Premio Empoderamiento y Cambio de Valores en la Segunda edición de los premios “Zirgari Sariak” de BBK y la Diputación Foral de Vizcaya. Y, al año siguiente, en 2018 recibió el Premio Blasillo de Huesca al ingenio en internet, concedido anualmente por el Congreso de Periodismo Digital de Huesca. En 2021 la revista fue galardonada con el Premio Emakunde a la Igualdad, que concede anualmente Instituto Vasco de la Mujer.